# Lộc Tâm Xã
Lộc Tâm Xã (tiếng Trung: 鹿心社; bính âm: Lù Xīnshè; sinh tháng 11 năm 1956) là chính khách nước Cộng hòa Nhân dân Trung Hoa. Ông nguyên là Bí thư Khu ủy Khu tự trị dân tộc Choang Quảng Tây. Trước khi nhậm chức Bí thư Khu ủy Khu tự trị Quảng Tây, ông là Tỉnh trưởng Chính phủ Nhân dân tỉnh Giang Tây từ năm 2011 đến năm 2016 và Bí thư Tỉnh ủy tỉnh Giang Tây từ năm 2016 đến năm 2018.

## Sự nghiệp
Lộc Tâm Xã sinh tại huyện Cự Dã, tỉnh Sơn Đông. Sau Cách mạng Văn hoá, ông theo học Học viện Điện lực Thủy lợi Vũ Hán (nay là Đại học Vũ Hán). Năm 1982, ông làm việc cho Bộ Nông nghiệp và Thủy sản Quốc gia. Tháng 7 năm 1985, ông gia nhập Đảng Cộng sản Trung Quốc. Từ năm 1986 đến năm 1996, ông làm việc cho Cục Quản lý đất đai Quốc gia (sau đó là Bộ Đất đai và Tài nguyên). Ông được cử đi học ở Tây Đức từ năm 1987 đến năm 1988 và tạm giữ chức Phó Thị trưởng Nam Thông, tỉnh Giang Tô từ năm 1995 đến năm 1996. Từ năm 1999 đến năm 2011, ông giữ chức Thứ trưởng Bộ Đất đai và Tài nguyên.
Tháng 6 năm 2011, Lộc Tâm Xã được điều về tỉnh Giang Tây làm quyền Tỉnh trưởng Chính phủ Nhân dân; tháng 2 năm 2012, ông chính thức được bầu làm Tỉnh trưởng Chính phủ Nhân dân tỉnh Giang Tây. Ngày 29 tháng 6 năm 2016, Lộc Tâm Xã kế tiếp Cường Vệ giữ chức Bí thư Tỉnh ủy Giang Tây. Ngày 21 tháng 3 năm 2018, Lộc Tâm Xã được bổ nhiệm làm Bí thư Khu ủy Khu tự trị dân tộc Choang Quảng Tây, thay thế Bành Thanh Hoa.
Ông là Ủy viên dự khuyết Ban Chấp hành Trung ương khóa XVII và Ủy viên chính thức Ủy ban Trung ương Đảng Cộng sản Trung Quốc khóa XVIII, khóa XIX. Tháng 10 năm 2021, ông nghỉ hưu ở tuổi 65.